# Yazid Mansouri
Yazid Mansouri (in arabo يزيد منصوري‎?, Yazīd Manṣūrī; Revin, 25 febbraio 1978) è un ex calciatore francese naturalizzato algerino, di ruolo centrocampista.

## Caratteristiche tecniche
Era un centrocampista difensivo, arretrato che giocava davanti alla difesa.

## Carriera

### Club
Mansouri ha iniziato la sua carriera nel Tinqueux, una piccola squadra di Tinqueux che militava nella sesta divisione . All'età di 17 anni , ha lasciato il club e ha firmato con Le Havre AC in Ligue 1, dove ha trascorso le sue prime due stagioni a giocare nella squadra delle riserve . Ha fatto il suo debutto nella prima partita della stagione 1997-1998, entrando a gara in corso contro l'Olympique de Marseille. Si sarebbe affermato in seguito con il club francese fino a totalizzare 134 presenze con 2 gol in 6 stagioni in Ligue 1 e Ligue 2.
All'inizio della stagione 2003-2004, Mansouri è stato ceduto in prestito in Inghilterra al Coventry City FC. Mansouri ha fatto 14 presenze nella prima parte della stagione prima di partire, contro il volere del club, per giocare con l'Algeria alla Coppa d'Africa 2008. Il suo contratto è stato successivamente risolto e lui è rimasto senza squadra per il resto della stagione.
Nell'estate del 2004, Mansouri ha firmato per lo LB Châteauroux, dove si è facilmente ambientato. Sarebbe andato a fare 63 presenze con il club e 2 reti. Egli fu anche il capitano della squadra nella stagione 2005-2006.
All'inizio della stagione 2006, Mansouri ha firmato un contratto di due anni con la squadra di Ligue 1 Lorient.
Il 23 giugno 2010 , Mansouri ha firmato un contratto di due anni con l'Al-Sailiya in Qatar. Il 22 dicembre 2011 Mansouri ha firmato un contratto fino al termine della stagione con la squadra algerina del CS Constantine. Si è ritirato dal calcio giocato al termine della stagione.

### Nazionale
Ha ricevuto la sua prima convocazione ufficiale per la nazionale il 6 novembre 2001 in una partita amichevole contro la Francia a Parigi. Era un membro della squadra algerina alla Coppa d'Africa 2002, Coppa d'Africa 2004, e nel 2010 in Coppa d'Africa, dove l'nazionale algerina è arrivata quarta con Mansouri che indossava la fascia di capitano.
Mansouri è stato convocato per i Mondiali del 2010. Tuttavia, ha perso la fascia di capitano e un posto nella formazione iniziale prima della prima partita del girone contro la Slovenia. Egli non ha partecipato a nessuna delle partite dell'Algeria in Coppa del Mondo.
Poco dopo i Mondiali del 2010, Mansouri ha annunciato il suo ritiro internazionale. Con 67 presenze con la nazionale, Mansouri è il nono giocatore con più presenze nella storia dell'Algeria.